# Великолепная семёрка гладиаторов
«Великолепная семёрка гладиаторов» (итал. I sette magnifici gladiatori) — итальянский художественный приключенческий фильм, снятый в жанре фэнтези режиссёрами Бруно Маттеи и Клаудио Фрагассо в 1983 году.
Ремейк фильма «Семь самураев».

## Сюжет
Отчаявшиеся от ежегодных грабительских набегов, женщины деревни отправляются на поиски того, кто сможет спасти их от злого бандита, наделенного своей матерью-волшебницей сверхъестественными силами.
Одна надежда на героя с его друзьями, да на волшебный меч, которым владеют крестьянки…

## В ролях
В главной роли гладиатора Гана снялся культурист Лу Ферриньо.
- Сибил Даннинг — Юлия
- Брэд Харрис — Сципио
- Дэн Вадис — Ничероте
- Карла Ферриньо
- Барбара Пезанте
- Иегуда Эфрони
- Мэнди Райс-Дэвис
- Роберт Мура
- Эмилио Мессина